# Liste des Premiers ministres du Laos
Voici la liste des Premiers ministres du Laos, depuis la création de ce poste le 15 septembre 1945.

## Liste des Premiers ministres du Laos depuis 1945

### Royaume du Laos(1945–1975)

#### Premiers ministres
| #  | Nom                                                | Vie        | Début de mandat   | Fin de mandat    | Parti                                                   |
| -- | -------------------------------------------------- | ---------- | ----------------- | ---------------- | ------------------------------------------------------- |
| 1  | Prince Phetsarath Rattanavongsa                    | 1890–1959  | 15 septembre 1945 | 20 octobre 1945  | Indépendant                                             |
| 2  | Phaya Khammao Président du gouvernement provisoire | 1911–1984  | 20 octobre 1945   | 23 avril 1946    | Lao Issara                                              |
| 3  | Prince Kindavong                                   | 1900–1951  | 23 avril 1946     | 15 mars 1947     | Indépendant                                             |
| 4  | Prince Souvannarath                                | 1893–1960  | 15 mars 1947      | 25 avril 1948    | neutraliste                                             |
| 5  | Prince Boun Oum Na Champasak                       | 1912–1980  | 25 mars 1948      | 24 février 1950  | neutraliste                                             |
| 6  | Phoui Sananikone                                   | 1903–1983  | 24 février 1950   | 15 octobre 1951  | neutraliste                                             |
| 7  | Prince Savang Vatthana                             | 1907-1978? | 15 octobre 1951   | 21 novembre 1951 | Indépendant                                             |
| 8  | Prince Souvanna Phouma                             | 1901–1984  | 21 novembre 1951  | 25 octobre 1954  | Parti national progressiste                             |
| 9  | Katay Don Sasorith                                 | 1904–1959  | 25 octobre 1954   | 21 mars 1956     | Parti national progressiste                             |
| 10 | Prince Souvanna Phouma                             | 1901–1984  | 21 mars 1956      | 17 août 1958     | Parti national progressiste                             |
| 11 | Phoui Sananikone                                   | 1903–1983  | 17 août 1958      | 31 décembre 1959 | neutraliste                                             |
| 12 | Sounthone Pathammavong Chef des forces armées      | 1911-1985  | 31 décembre 1959  | 7 janvier 1960   | Comité pour la défense des intérêts nationaux/militaire |
| 13 | Kou Abhay                                          | 1892–1964  | 7 janvier 1960    | 3 juin 1960      | Indépendant                                             |
| 14 | Prince Somsanith Vongkotrattana                    | 1913–1975  | 3 juin 1960       | 15 août 1960     | Indépendant                                             |
| 15 | Prince Souvanna Phouma                             | 1901–1984  | 30 août 1960      | 13 décembre 1960 | Rassemblement du Peuple Lao                             |
|    | Quinim Pholsena non reconnu                        | 1915–1963  | 11 décembre 1960  | 13 décembre 1960 | Parti de la paix et de la neutralité                    |
|    | Prince Boun Oum na Champasak                       | 1912–1980  | 13 décembre 1960  | 23 juin 1962     | neutraliste                                             |
|    | Prince Souvanna Phouma                             | 1901–1984  | 23 juin 1962      | 2 décembre 1975  | Rassemblement du Peuple Lao                             |

De décembre 1959 à décembre 1960, le Laos a eu six Premiers ministres différents, qui ont tous été destitués par des coups d’État.

### République démocratique populaire du Laos(depuis 1975)

#### Président du Conseil des ministres
| # | Nom                   | Vie       | Début de mandat  | Fin de mandat    | Président            | Parti                               |
| - | --------------------- | --------- | ---------------- | ---------------- | -------------------- | ----------------------------------- |
| 1 | Kaysone Phomvihane    | 1920–1992 | 8 décembre 1975  | 15 août 1991     | Prince Souphanouvong | Parti révolutionnaire populaire lao |
| 2 | Khamtay Siphandone    | 1924–2025 | 15 août 1991     | 24 février 1998  | Kaysone Phomvihane   | Parti révolutionnaire populaire lao |
| 2 | Khamtay Siphandone    | 1924–2025 | 15 août 1991     | 24 février 1998  | Nouhak Phoumsavanh   | Parti révolutionnaire populaire lao |
| 3 | Sisavath Keobounphanh | 1928–2020 | 24 février 1998  | 27 mars 2001     | Khamtay Siphandone   | Parti révolutionnaire populaire lao |
| 4 | Boungnang Vorachit    | 1937–     | 27 mars 2001     | 8 juin 2006      | Khamtay Siphandone   | Parti révolutionnaire populaire lao |
| 5 | Bouasone Bouphavanh   | 1954–     | 8 juin 2006      | 23 décembre 2010 | Choummaly Sayasone   | Parti révolutionnaire populaire lao |
| 6 | Thongsing Thammavong  | 1944–     | 23 décembre 2010 | 20 avril 2016    | Choummaly Sayasone   | Parti révolutionnaire populaire lao |
| 7 | Thongloun Sisoulith   | 1945–     | 20 avril 2016    | 22 mars 2021     | Choummaly Sayasone   | Parti révolutionnaire populaire lao |
| 7 | Thongloun Sisoulith   | 1945–     | 20 avril 2016    | 22 mars 2021     | Boungnang Vorachit   | Parti révolutionnaire populaire lao |
| 8 | Phankham Viphavanh    | 1951–     | 22 mars 2021     | 30 décembre 2022 | Thongloun Sisoulith  | Parti révolutionnaire populaire lao |
| 9 | Sonexay Siphandone    | 1966–     | 30 décembre 2022 | en fonction      | Thongloun Sisoulith  | Parti révolutionnaire populaire lao |